# وسوسه مسیح

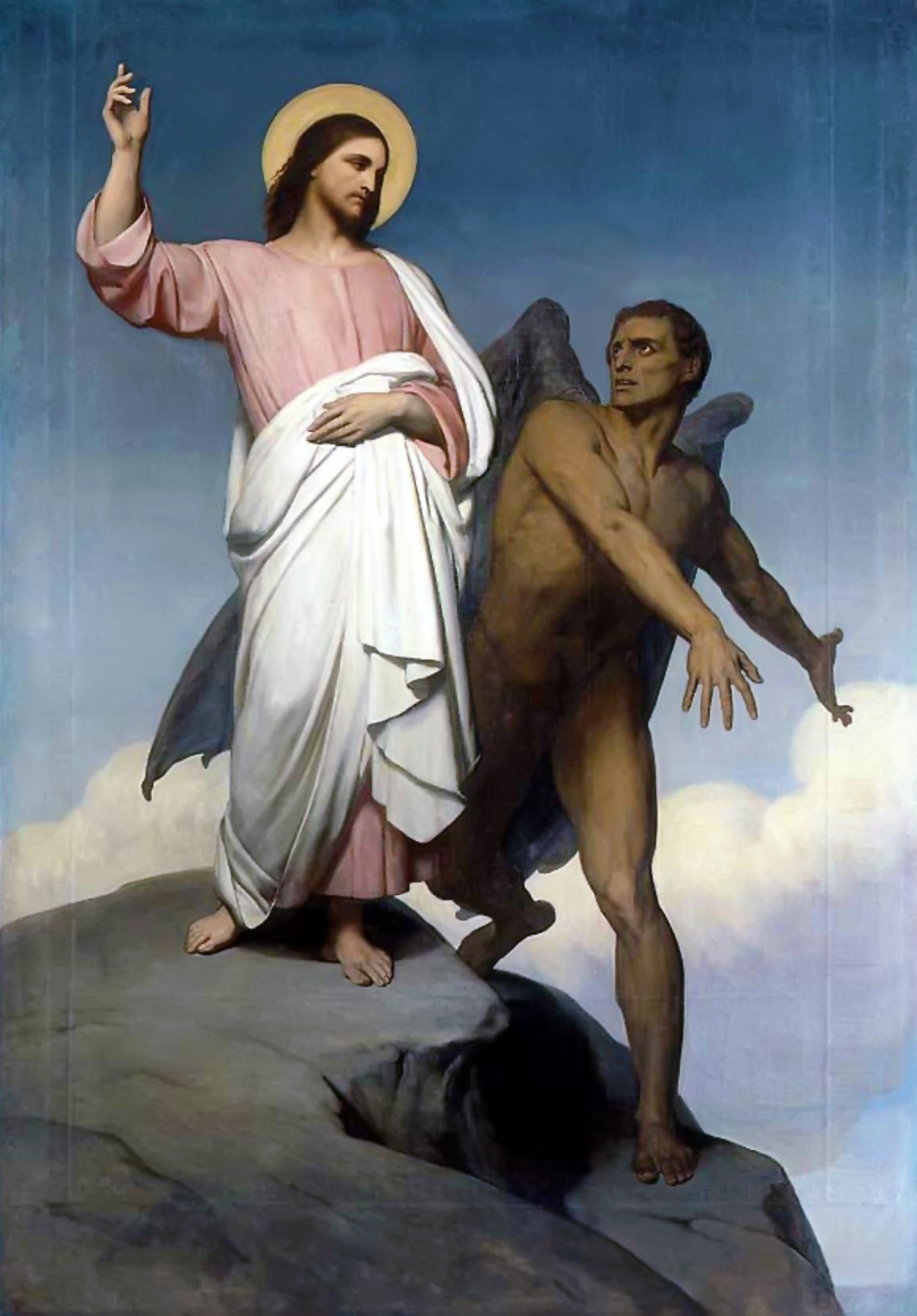
مسیح و شیطان تصویر شده در وسوسه مسیح اثر آری شفر ۱۸۵۴

وسوسه مسیح (انگلیسی: Temptation of Christ) یکی از رویدادهای مهم در زندگی عیسی مسیح است که در اناجیل متی، مرقس و لوقا به آن اشاره شده است. این رویداد پس از غسل تعمید عیسی و قبل از شروع رسالت عمومی او رخ می‌دهد. بر اساس روایت کتاب مقدس، عیسی پس از غسل تعمید، به بیابان یهودیه می‌رود و به مدت چهل روز روزه می‌گیرد. در این مدت، شیطان به او نزدیک می‌شود و سه بار او را وسوسه می‌کند.
وسوسه اول مربوط به گرسنگی عیسی است. شیطان به او پیشنهاد می‌کند که سنگ‌ها را به نان تبدیل کند تا گرسنگی خود را برطرف کند. اما عیسی با استناد به کلام خدا پاسخ می‌دهد که انسان نباید تنها به نان زنده باشد، بلکه به هر کلامی که از دهان خدا بیرون می‌آید.
وسوسه دوم مربوط به قدرت و شهرت است. شیطان عیسی را به بالای هیکل می‌برد و به او می‌گوید که اگر خود را به پایین بیندازد، فرشتگان او را نجات خواهند داد. اما به باور مسیحیان، عیسی «با استناد به کلام خدا» پاسخ می‌دهد که نباید خدا را بیازماید.
وسوسه سوم مربوط به حکومت بر جهان است. شیطان به عیسی تمام پادشاهی‌های جهان را نشان می‌دهد و می‌گوید که اگر او را بپرستد، همه آن‌ها را به او خواهد داد. اما عیسی با قاطعیت شیطان را رد می‌کند و می‌گوید که «تنها باید خدا را پرستید و تنها او را خدمت کرد.»
در دین مسیحیت، این رویداد نشان‌دهنده مقاومت عیسی در برابر وسوسه‌های شیطان و پایبندی او به اراده خدا دانسته می‌شود. این داستان همچنین به عنوان یک الگو برای مسیحیان در نظر گرفته می‌شود تا «در برابر وسوسه‌های دنیوی مقاومت کنند و به دنبال اراده خدا باشند.»